# Dragon Quest II: Pantheon di spiriti maligni
Dragon Quest II: Pantheon di spiriti maligni (ドラゴンクエストII 悪霊の神々?, Doragon Kuesuto Tsū Akuryo no Kamigami), conosciuto anche con il nome di Dragon Warrior II, è un videogioco di ruolo sviluppato da Chunsoft e pubblicato nel 1987 da Enix per Nintendo Entertainment System e MSX. È il secondo episodio della celebre serie Dragon Quest.

## Trama
La storia del gioco è incentrata sulle peripezie del principe di Midenhall, deciso a eliminare uno stregone maligno, prima che distrugga il castello di Moonbroke. Durante la sua avventura, è accompagnato dai due cugini, il principe di Cannok e la principessa di Moonbroke.

## Modalità di gioco
Il gioco espande notevolmente la formula alla base del titolo precedente, offrendo un mondo di gioco più vasto, con molte aree in più da esplorare e il party di personaggi giocabili, al contrario di un eroe singolo.

## Sviluppo
Come per gli altri titoli della serie, Yūji Horii scrisse la trama, Akira Toriyama curò gli artwork, e Kōichi Sugiyama compose le musiche.
Il gioco uscì in Giappone il 26 gennaio 1987. In Nord America il gioco venne pubblicato nel 1990, e sostituiva il sistema di salvataggio a password dell'originale, con una batteria interna alla cartuccia per il salvataggio dei dati.

## Colonna sonora
La colonna sonora del gioco, composta e diretta da Kōichi Sugiyama, fu pubblicata nel febbraio 1987 in un album dal titolo Dragon Quest II, Suite Dragon Quest II ~Gods of the Evil Spirits~. Di seguito, la lista tracce:
- 1. Overture March
- 2. Only Lonely Boy
- 3. Chateau
- 4. Town
- 5. Fright in Dungeon ~ Devil's Tower
- 6. Requiem
- 7. Endless World
- 8. Beyond the Waves
- 9. Deathfight ~ Dead or Alive
- 10. My Road, My Journey
- 11. Dragon Quest II Game Original Sound Story ~ From Opening To Finale ~

## Accoglienza
| Testata        | Versione | Giudizio |
| -------------- | -------- | -------- |
| Famitsū        | Famicom  | 38/40    |
| GameSpot       | GBC      | 9,6/10   |
| Nintendo Power | GBC      | 8/10     |
| GameCritics    | GBC      | 9/10     |
| Hot Games      | GBC      | 4,5/5    |

Dragon Quest II ottenne grande successo in Giappone: la versione originale per Famicom vendette 2,4 milioni di copie. Le riedizioni del gioco per Super Nintendo e Game Boy Color vendettero 1,92 milioni di copie nel mondo.
Il gioco ottenne valutazioni positive da parte della critica, sia nella sua versione originale per Famicom, che raggiunse quasi il pieno punteggio su Famitsū, sia nelle sue riedizioni per Super Nintendo e Game Boy Color.

## Altri media
Dragon Quest II fu adattato in romanzo da Hideo Takayashiki nel 1989. Nello stesso anno, ne uscì una versione librogame.

### Remake
- Una versione per MSX uscì nel febbraio 1988 in Giappone[7].
- Una versione per MSX2 uscì nel maggio 1988 in Giappone[8]
- Una versione per Super Nintendo uscì in Giappone il 18 dicembre 1993, come parte integrante della collection Dragon Quest I & II[2].
- Una versione per Game Boy Color uscì in Giappone e in Nord America (rispettivamente nel 1999 e nel 2000), come parte integrante della collection Dragon Quest I & II[9].
- Una versione per cellulare uscì in Giappone nel 2005[10].
- Una versione per Nintendo Wii uscì il 15 settembre 2011, come parte integrante della collection Dragon Quest 25th Anniversary Collection[11].
- Una versione per smartphone uscì il 26 giugno 2014 in Giappone[12], successivamente uscita in lingua inglese il 9 ottobre 2014[13]. Questa versione avrà successivamente dei porting per Nintendo 3DS e PlayStation 4 solo in Giappone il 10 agosto 2017 e per Nintendo Switch il 27 settembre 2019 in tutto il mondo.[14]